# Antepipona arabica
Antepipona arabica är en stekelart som beskrevs av Giordani Soika 1979. Antepipona arabica ingår i släktet Antepipona och familjen Eumenidae. Inga underarter finns listade i Catalogue of Life.